# Nikola Tschaljow
Nikola Tschaljow (bulgarisch Никола Чальов; * 22. August 2004 in Sofia) ist ein bulgarischer Eishockeyspieler, der seit 2023 für den HC Plzeň 1929 in der tschechischen U20-Liga spielt.

## Karriere
Nikola Tschaljow begann seine Karriere als Eishockeyspieler in der Nachwuchsabteilung des HK ZSKA Sofia. 2019 wechselte er nach Slowenien und 2021 nach Ungarn, wo er jeweils in den höchsten Ligen seiner Altersklasse spielte. Seit 2023 spielt er für den HC Plzeň 1929 in der tschechischen U20-Liga.

### International
Im Juniorenbereich spielte Tschaljow für Bulgarien in der Division II der U18-Weltmeisterschaft 2022 sowie der Division III der U20-Weltmeisterschaft 2023. Bei beiden Turnieren wurde er zum besten Spieler seiner Mannschaft gewählt.
Mit der bulgarischen Herren-Nationalmannschaft nahm Tschaljow erstmals an der Weltmeisterschaft der Division II 2022 teil. Dort spielte er auch bei der Weltmeisterschaft 2023.